# Gustave Kahn
Gustave Kahn, född 21 december 1859, död 6 september 1936, var en fransk författare.

## Biografi
Kahn blev symbolismens nitiske versteoretiker och ledare för revolten mot den så kallade parnassiska skolans formkonst. Kahn utgav 1887-97 fyra diktsamlingar, i vilka han med talang idkade den fria rytmen, var uppfinnare han ansåg sig vara. Mot slutet av 1890-talet övergick Kahn till romanförfattandet, för att med 1900-talets ingång huvudsakligen ägna sig åt spekulativ litteratur- och konstkritik, där han, med sin starkt intellektualistiska läggning, rörede sig på sitt rätta fält och utan tvivel gjorde en bestående insats i fransk kulturutveckling.